# Homoneura striata
Homoneura striata är en tvåvingeart som först beskrevs av Lamb 1912.  Homoneura striata ingår i släktet Homoneura och familjen lövflugor.
Artens utbredningsområde är Seychellerna. Inga underarter finns listade i Catalogue of Life.